# Administrateurs coloniaux au Dahomey
Les administrateurs coloniaux du Dahomey (actuel Bénin), sont placés dès 1895 sous l’autorité d’un Gouverneur général (puis  Haut-commissaire) de l'Afrique-Occidentale française.

## Liste des titulaires
| Période                | Titulaire                                      | Remarque                                       |
| ---------------------- | ---------------------------------------------- | ---------------------------------------------- |
| Souveraineté française |                                                |                                                |
| 1894-1899              | Victor Ballot                                  |                                                |
| 1899-1900              | Jean-Baptiste Fonssagrives                     |                                                |
| 1900-1902              | Victor Liotard                                 |                                                |
| 1902-1902              | Charles Marchal                                |                                                |
| 1903-1903              | Eugène Decazes                                 |                                                |
| 1904-1904              | Julien Penel                                   |                                                |
| 1904-1906              | Victor Liotard                                 |                                                |
| 1906-1908              | Charles Marchal                                |                                                |
| 1908-1908              | Edmond Gaudart                                 |                                                |
| 1908-1909              | Jean Peuvergne                                 |                                                |
| 1909-1909              | Raphaël Antonetti                              |                                                |
| 1909-1910              | Henri Malan                                    |                                                |
| 1911-1911              | Raphaël Antonetti                              |                                                |
| 1911-1912              | Émile Merwart                                  |                                                |
| 1912-1917              | Charles Noufflard                              |                                                |
| 1917-1928              | Gaston Fourn                                   |                                                |
| 1928-1928              | Lucien Geay                                    |                                                |
| 1928-1930              | Dieudonné Reste                                |                                                |
| 1931-1932              | Théophile Tellier                              |                                                |
| 1932-1933              | Louis Aujas                                    |                                                |
| 1933-1933              | Louis Blacher                                  |                                                |
| 1933-1934              | Marcel de Coppet                               |                                                |
| 1934-1934              | Camille Théodore Raoul Maillet                 |                                                |
| 1934-1934              | Marcel Alix Jean Marchessou                    |                                                |
| 1934-1935              | Jean Desanti                                   |                                                |
| 1935-1937              | Maurice Bourgine                               |                                                |
| 1937-1937              | Henri Martinet                                 |                                                |
| 1937-1937              | Louis Alexis Étienne Bonvin                    |                                                |
| 1937-1939              | Ernest Gayon                                   |                                                |
| 1938-1941              | Armand Annet                                   |                                                |
| 1941-1944              | Léon Truitard                                  |                                                |
| 1944-1945              | Maurice Assier de Pompignan                    |                                                |
| 1945-1946              | Marc Laurent de Villedeuil                     |                                                |
| 1946-1948              | Robert Legendre                                |                                                |
| 1948-1948              | Jean Chambon                                   |                                                |
| 1948-1951              | Jacques Boissier                               |                                                |
| 1949-1951              | Claude Valluy                                  |                                                |
| 1951-1955              | Charles-Henri Bonfils                          |                                                |
| 1955-1958              | Casimir Marc Biros                             |                                                |
| 1958-1960              | René Tirant                                    | Haut-commissaire                               |
| République du Dahomey  | Indépendance de la République le 1er août 1960 | Indépendance de la République le 1er août 1960 |
| République du Bénin    | Le pays adopte son nom actuel en 1972          | Le pays adopte son nom actuel en 1972          |